# Suzanne Cryer
Suzanne Cryer, née le 13 janvier 1967 à Rochester (New York), est une actrice américaine.

## Biographie
Suzanne Cryer est née à Rochester, dans l'état de New York. Elle est diplômée du Greenwich High School à Greenwich (Connecticut), dans le Connecticut. Elle a ensuite fréquenté l'Université Yale, où elle a obtenu un diplôme en littérature anglaise. Elle a poursuivi ses études pour une maîtrise d'art dramatique.
Après ses études, elle a commencé à faire des apparitions dans des émissions de télévision. 
Elle a joué dans le film Des hommes d'influence. 
Ces dernières années, elle est revenue au théâtre pour jouer Tracy dans The Philadelphia Story à Hartford. Elle a également fait des apparitions dans plusieurs séries comme Les Experts : Miami, Shark, Bones, Grey's Anatomy, Desperate Housewives, ou encore Silicon Valley.

## Filmographie
| Année     | Titre                                              | Rôle                                    | Notes                                                           |
| --------- | -------------------------------------------------- | --------------------------------------- | --------------------------------------------------------------- |
| 1992      | New York, police judiciaire                        | Sandy                                   | Épisode : Sept secondes                                         |
| 1994      | Some Folks Call it a Sling Blade                   | Frances                                 | Court métrage                                                   |
| 1995      | New York News                                      | Lorraine                                | Épisode : Thin Line                                             |
| 1996      | Lifestories: Families in Crisis                    | Ava                                     | Épisode : Someone Had to Be Benny                               |
| 1996      | Caroline in the City                               | Rachel St. Augustine                    | Épisode : Caroline and the Red Sauce                            |
| 1997      | Seinfeld                                           | Marcy                                   | Épisode : Ta da ta da                                           |
| 1997      | Des hommes d'influence                             | Amy Cain                                |                                                                 |
| 1998      | Wilbur Falls                                       | Katherine Devereaux                     |                                                                 |
| 1998      | Conrad Bloom                                       |                                         | Épisode : Psycho Babbler, Qu'cest-ce que c'est?                 |
| 1998      | My Mother Dreams the Satan's Disciples in New York | Marika                                  | Court métrage                                                   |
| 1998–2001 | Un toit pour trois                                 | Ashley Walker                           | 60 épisodes                                                     |
| 1999      | Friends and Lovers                                 | Jane McCarthy                           |                                                                 |
| 1999      | It's Like, You Know...                             | Kate                                    | Épisode : The Getaway                                           |
| 2001      | It's Like, You Know...                             | Kate                                    | Épisode : Trading Places                                        |
| 2002      | Le Drew Carey Show                                 | Karen                                   | Épisode : Family Affair                                         |
| 2002      | Frasier                                            | Denise                                  | Épisode : Les grands voyageurs                                  |
| 2003      | Frasier                                            | Denise                                  | Épisode : Anxiété                                               |
| 2003      | I'm with Her                                       | Molly                                   | Épisode : The Smarty Party                                      |
| 2004      | Dr Vegas                                           | Kate                                    | Épisode : Lust for Life                                         |
| 2005      | Un gars du Queens                                  | Marcy Berger                            | Épisode : Awed Couple                                           |
| 2005      | Urgences                                           | Toni Stillman                           | Épisode : L'Enfant de personne                                  |
| 2005      | Inconceivable                                      | Annie Hillman                           | Épisode : Between an Egg and a Hard Place                       |
| 2005      | Out of Practice                                    | Janice                                  | Épisode : The Wedding                                           |
| 2006      | The PTA                                            | Martyr                                  | Série télévisée                                                 |
| 2006      | Bones                                              | Agent Pickering                         | Épisode : Témoin gênant                                         |
| 2006      | Les Experts : Miami                                | Julia Wells                             | Épisode : Un quartier pas si tranquille                         |
| 2006      | Shark                                              | Andrea Crosby                           | Épisode : Jalousie                                              |
| 2007      | Desperate Housewives                               | Lynn Dean                               | Épisode : Un détail essentiel                                   |
| 2007      | Grey's Anatomy                                     | Caroline Klein                          | Épisode : Passé pas simple                                      |
| 2007      | Veronica Mars                                      | Grace Schaffer                          | Épisode : Rock'n'roll attitude                                  |
| 2007      | The Happiest Day of His Life                       | Cynthia                                 |                                                                 |
| 2007      | Esprits criminels                                  | Susan Jacobs                            | Épisode : Seven Seconds as the abductor and attempted murder    |
| 2008      | Women's Murder Club                                | Mia Spalding                            | Épisode : Les Raisins de la colère                              |
| 2008      | FBI : Portés disparus                              | Kathy Reed                              | Épisode : Rejets                                                |
| 2008      | Sex and the City                                   | Dog Rescue Woman                        |                                                                 |
| 2008      | Starter Wife                                       | Jolie Driver                            | 5 épisodes                                                      |
| 2009      | Nip/Tuck                                           | Carrie-Mae Wells                        | Épisode : Sous influence                                        |
| 2009      | Southland                                          | Mrs. Davis                              | Épisode : Incident indéterminé                                  |
| 2009      | American Dad!                                      | Hooker #1 / Unattractive Girl #2 (voix) | Épisode : Une nuit de folie                                     |
| 2009      | Dexter                                             | Tarla Grant                             | Épisode: Et les restes, alors ? Épisode: Aveuglé par la lumière |
| 2010      | Médium                                             | Joanna Spencer                          | Épisode : La Guerre du feu                                      |
| 2011      | Les Experts                                        | Dr. Jennifer Grier                      | Épisode Bêtes de scène                                          |
| 2014-2015 | Shameless                                          | Cheryl                                  | Épisode : Emily Épisode : Une nuit oubliable                    |
| 2015-2017 | Silicon Valley                                     | Laurie Bream                            | 30 épisodes                                                     |
| 2016      | 10 Cloverfield Lane                                | Leslie                                  |                                                                 |
| 2017      | Lucifer                                            | Grace Foley                             | Épisode : La Revenante                                          |
| 2018      | The Cloverfield Paradox                            | Leslie                                  |                                                                 |